# Kaonic hydro
Kaonic hydro là một nguyên tử ngoại lai bao gồm một kaon tích điện âm quay quanh một proton.
Các hạt như vậy lần đầu tiên được xác định, thông qua phổ tia X của chúng, tại synchrotron KEK proton ở Tsukuba, Nhật Bản vào năm 1997. Các nghiên cứu chi tiết hơn đã được thực hiện tại DAFNE ở Frascati, Ý. Kaonic hydro đã được tạo ra trong các va chạm năng lượng rất thấp của các kaon với các proton trong một mục tiêu hydro khí. Tại DAFNE, kaon được tạo ra bởi sự phân rã của φ meson lần lượt được tạo ra trong các va chạm giữa các electron và positron. Các thí nghiệm đã phân tích tia X từ một số chuyển tiếp điện tử trong hydro kaonic.
Không giống như trong nguyên tử hydro, nơi liên kết giữa electron và proton bị chi phối bởi tương tác điện từ, kaon và proton cũng tương tác ở mức độ lớn bởi sự tương tác mạnh. Trong hydro kaonic, sự đóng góp mạnh mẽ này đã được tìm thấy là đáng ghét, làm thay đổi năng lượng trạng thái cơ bản bằng 283   ±   36   (thống kê)   ±   6   (có hệ thống)   eV, do đó làm cho hệ thống không ổn định với độ rộng cộng hưởng là 541   ±   89   (chỉ số)   ±   22   (hệ thống)   eV  (phân rã thành Λ π và Σ π ).
Kaonic hydro được nghiên cứu chủ yếu vì tầm quan trọng của nó đối với sự hiểu biết về tương tác kaon- nucleon và để kiểm tra sắc ký lượng tử.